# Foggia (pokrajina)
Provincija Foggia (talijanski: Provincia di Foggia) je jedna od talijanskih pokrajina u okviru regije Apulija u Italiji. Sjedište provicije i najveće naselje je istoimeni grad Foggia.
Površina provincije Foggia iznosi 6.965 km², a broj stanovnika 682.456 (podatci iz 2008. godine).

## Stanovništvo
Prema zadnjim procjenama iz 2008. godine u provinciji Foggia živi preko 680.000 stanovnika. Gustoća naseljenosti je 90 st/km². 

## Općine i naselja
U provinciji Foggia se nalazi 61 općina (tal. Comuni).
Najvažnije gradsko naselje i sedište provincije je grad Foggia (153.000 st.) u središnjem dijelu provincije. Drugi po veličini je grad Cernignola (58.000 st.) u južnom dijelu provincije, a treći Manfredonija (57.000 st.) u sjevernom dijelu provincije.

## Vanjske poveznice
- www.provincia.foggia.it Službene stranice Provincije Foggia